# Barbarea intermedia
Espèce
Synonymes
- Barbarea bracteosa Guss. (préféré par UICN)

Statut de conservation UICN

 DD  : Données insuffisantes
Barbarea intermedia est une espèce de plantes herbacées de la famille des Brassicaceae.

## Liste des variétés
Selon Tropicos (19 mai 2014) :
- variété Barbarea intermedia var. gautieri Rouy & Foucaud